# Faustino Joli

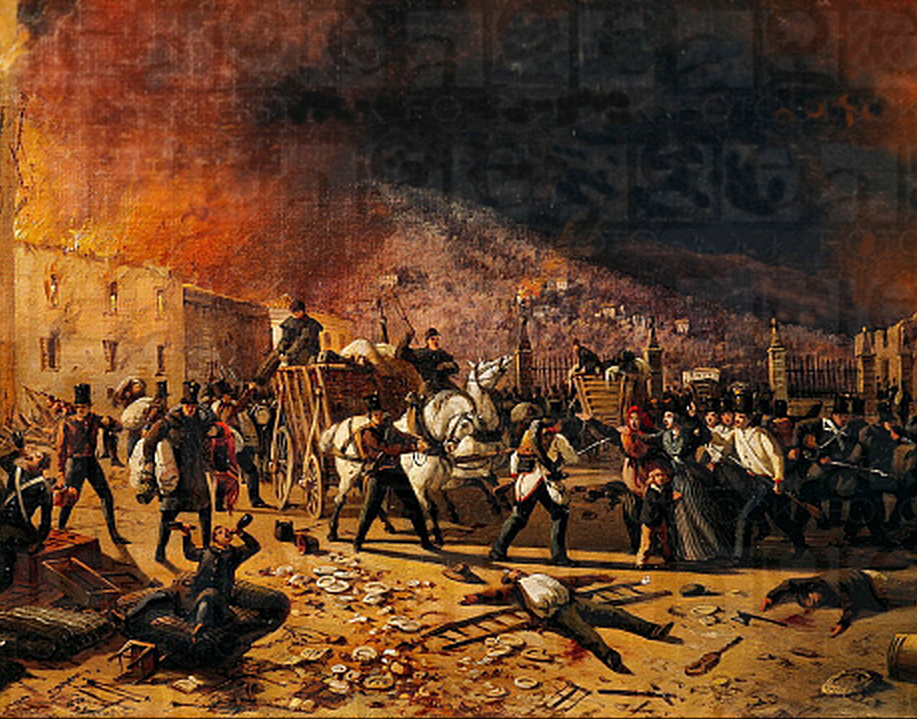
Faustino Joli, Le dieci giornate di Brescia, Museo del Risorgimento (Brescia)

Faustino Joli (Brescia, 1814 – Brescia, 22 settembre 1876) è stato un pittore italiano.

## Biografia
Era figlio del pittore Girolamo Joli (1780-1855) e studiò presso il pittore Giovanni Renica (1808-1884). Da questa esperienza trasse grande abilità come paesaggista e come creatore di interni con animali. Partecipò con quattro opere alla Esposizione Nazionale di Firenze nel 1861.